# Johnson Peak
Johnson Peak är en bergstopp i Antarktis. Den ligger i Västantarktis. Chile gör anspråk på området. Toppen på Johnson Peak är 2 010 meter över havet.
Terrängen runt Johnson Peak är huvudsakligen en högslätt. Johnson Peak är den högsta punkten i trakten. Trakten är obefolkad. Det finns inga samhällen i närheten.